# Eupithecia slocanata
Eupithecia slocanata är en fjärilsart som beskrevs av Taylor 1908. Eupithecia slocanata ingår i släktet Eupithecia och familjen mätare. Inga underarter finns listade i Catalogue of Life.